# Werner Ljunggren
Werner Ljunggren, auch Verner Ljunggren, (* 29. November 1921 in Forsheda Schweden; † 7. Mai 2006) war ein schwedischer Leichtathlet.
Bei den Europameisterschaften 1950 gewann Werner Ljunggren in der Zeit von 4:49:28 h die Bronzemedaille im 50-km-Gehen. Vor ihm lagen der Italiener Giuseppe Dordoni und sein Bruder John Ljunggren.
Werner Ljunggren war schwedischer Meister über 50 km in den Jahren 1955 und 1956. 1957 gewann er den Titel im 20-km-Gehen.

## Bestzeiten
- 20 km Gehen: 1:33:30 h (1957)
- 50 km Gehen: 4:22:59 h (1956)

Die Leistung über 50 km war auch sein einziger schwedischer Rekord, nachdem er 1955 4:22,53 h erreicht hatte, die aber nicht als Rekord anerkannt wurden.